# Бетени
Бетени (фр. Bétheny) насеље је и општина у североисточној Француској у региону Шампањ-Арден, у департману Марна која припада префектури Ремс.
По подацима из 2011. године у општини је живело 6.458 становника, а густина насељености је износила 324,52 становника/km². Општина се простире на површини од 19,9 km². Налази се на средњој надморској висини од 101 метар.

## Демографија
| 1962. | 1968. | 1975. | 1982. | 1990. | 1999. | 2011. |
| ----- | ----- | ----- | ----- | ----- | ----- | ----- |
| 2.482 | 2.747 | 4.651 | 5.635 | 6.487 | 5.943 | 6.458 |

График промене броја становника у току последњих година